# Artopotamon compressum
Artopotamon compressum е вид ракообразно от семейство Potamidae.

## Разпространение
Видът е разпространен в Китай.